# Escuadrón de la Muerte (Guerra de las Galaxias)
El Escuadrón de la Muerte es la flota personal del lord Sith Darth Vader que se ocupó de eliminar a la Rebelión en el universo ficticio de La Guerra de las Galaxias.
El Escuadrón de la Muerte (a menudo referido como Death Squadron) es una unidad especial de la Marina Imperial que consiste en varios destacamentos de cazas TIE y de soldados de asalto; bajo el mando directo del Ejecutor Militar Darth Vader.

## Composición
Entre otras naves, el Escuadrón de la Muerte cuenta con una flotilla de al menos ocho destructores estelares, el destructor Victoria Firewind, varias fragatas de ataque y transportes personales y la nave insignia de Vader, el acorazado estelar Ejecutor.
Entre las unidades famosas que componen la flota están la Fuerza Ventisca del General Maximilian Veers, la Legión 501 del Comandante Bow y el Grupo de Cazas Imperiales 181 del Barón Soontir Fel.
Aunque es etiquetado de escuadrón, el Escuadrón de la Muerte es una inmensa flota. Normalmente, una flota imperial tiene seis destructores estelares y aproximadamente otras 390 naves de combate. El Escuadrón de la Muerte es normalmente referido, entre los almirantes ajenos a ella, como "una flota inmensa sin precedentes", demostrando que es una flota mucho más efectiva que las habituales.

## Historia
Darth Vader formó el Escuadrón de la Muerte después del fracaso imperial en la batalla de Yavin. Durante tres años, el Escuadrón persiguió a la Alianza Rebelde sistema a sistema bajo el mando del almirante Kendal Ozzel, exterminando cualquier flota rebelde que encontraban sin piedad.
Un droide sonda lanzado del Stalker triunfó al localizar la base de la Alianza Rebelde en el planeta helado de Hoth.
Tras la dura batalla, el Escuadrón persiguió al Halcón Milenario, el cual se perdió en el cinturón de asteroides del planeta.
Un año más tarde, el Escuadrón de la Muerte, bajo el mando del almirante Firmus Piett, fue la flota central del Imperio, participando en la revuelta del Gran Almirante Demetrius Zaarin y en el enfrentamiento de Vader con el príncipe Xizor del Sol Negro. También fue la flota dominante durante la Batalla de Endor, apoyado por flotas menores. Durante esa batalla, el Devastador y el Ejecutor fueron destruidos, y algunas de las naves fueron capturadas. Tras la muerte de Darth Sidious y Darth Vader, la unidad fue disuelta.

## Vehículos bajo el mando de Vader

### Destructores Estelares clase Ejecutor
Ejecutor

### Destructores Estelares clase Imperial
Acusador 

Adjudicador 

Conquista

Devastador 

Quimera

Stalker 

Tirano

Vengador

Venganza II 

### Destructores Estelares clase Victoria
Firewind

## Oficiales conocidos
Almirante Amise Griff, antiguo comandante del Ejecutor

Almirante Kendal Ozzel, antiguo comandante del Ejecutor

Almirante Firmus Piett, comandante del Ejecutor

Moff Jerjerrod, oficial del Ejecutor

Capitán Lorth Needa, comandante del Vengador

Capitán Lennox, comandante del Tirano 

Capitán Akal Zed, comandante del Stalker 

Capitán Alima, comandante del Conquista 

Teniente Venka, oficial del Ejecutor 

Teniente Cabbel, oficial principal del Tirano 

General Maximilian Veers, comandante de la Fuerza Ventisca y del Ventisca 1

General de Brigada Nevar, comandante del Ventisca 2

Coronel Freja Covell, Ventisca 2 

Coronel Starck, comandante del Ventisca 3

Teniente Arnet, Explorador Ventisca 1 

Coronel Evir Derricote, antiguo comandante del Grupo de Cazas 181

Barón Coronel Soontir Fel, comandante del Grupo de Cazas 181 

Mayor Turr Phennir, Escuadrón Sable

Comandante Stormtrooper Bow, comandante de la Legión 501
- Datos: Q5837793